# Giuseppe Zonca
Giuseppe Zonca (* 1715 in Brescia; † 4. Januar 1772 in München) war ein italienischer Opernsänger (Bass) und Komponist, der hauptsächlich in Bayern aktiv war.

## Leben
Zonca, der ältere Bruder des Bassisten Giovanni Battista Zonca (1728–1809), studierte zunächst Philosophie und Theologie. Erst als er schon zum Priester ordiniert wurde, begann er Musik zu studieren.
Am 22. April 1752 wurde er an den Münchner Hof berufen, dort wurde er hauptsächlich als Opernsänger beschäftigt. Im Jahr 1754 komponierte er das Oratorium La morte d’Abel, das im Münchner Hoftheater uraufgeführt wurde. Es folgten mehrere Opern.
Sein Anfangsgehalt betrug 925 Gulden pro Jahr, wurde 1765 aber „wegen der schlechten Beschaffenheit der Staatskasse“ auf 475 Gulden gekürzt.

## Opern (Auswahl)
- La morte d’Abel (oratorio, Libretto von Pietro Metastasio, 1754, München)
- Angelica e Medoro  (serenata, Libretto von Pietro Metastasio, 1758, München)
- Il re pastore (opera seria, Libretto von Pietro Metastasio, 1760, München)
- La partenza (serenata, Libretto von Pietro Metastasio; in Zusammenarbeit mit Niccolò Jommelli)
- Cessa o Tirsi (aria per basso e basso continuo, 1783)
- 2 Motetten